# Gbessay Bangura
Gbessay Bangura, indicato anche come Gbassay Bangura secondo alcune fonti (30 ottobre 1974) è un ex calciatore sierraleonese, di ruolo difensore.

## Carriera

### Club
Ha iniziato a giocare nel Wellington Pegele, per poi passare nel 1995 agli svedesi dello Spånga; sempre nel 1995 viene acquistato dall'Inter insieme al suo connazionale Mohamed Kallon; il club milanese nel settembre dello stesso anno lo cede (sempre in coppia con Kallon) al Lugano, in Svizzera. In seguito, nel 1996 gioca in Svezia nel Café Opera; nel 1997 è ancora nel Paese scandinavo, dove veste la maglia del Degerfors, con cui segna 3 gol in 24 presenze nella prima divisione svedese. Nel 1998 passa con un contratto triennale all'Elfsborg, con cui segna un gol in 8 presenze sempre in Allsvenskan: già nella sua prima stagione subisce un grave infortunio al ginocchio, che di fatto pone fine alla sua carriera, pur restando per altri 2 anni sotto contratto con la squadra giallonera.
A fine carriera gli è stata diagnosticata la sclerosi laterale amiotrofica (SLA).

### Nazionale
Ha partecipato alla Coppa d'Africa del 1996, nella quale ha disputato tutte e 3 le partite che la sua nazionale ha giocato nel corso del torneo. Nel 1998 ha inoltre giocato 2 partite di qualificazione ai Mondiali.